# Dacus purpurifrons
Dacus purpurifrons är en tvåvingeart som beskrevs av Mario Bezzi 1924. Dacus purpurifrons ingår i släktet Dacus och familjen borrflugor. Inga underarter finns listade i Catalogue of Life.